# Kenneth Waltz
Kenneth Neal Waltz (Ann Arbor, Michigan, 8 de junho de 1924 - 12 de maio de 2013) foi um professor da Columbia University e um dos mais importantes estudiosos de Relações Internacionais (RI). Foi um dos fundadores do neorrealismo  ou realismo estrutural, na teoria das Relações Internacionais.

## Biografia
Waltz foi professor emérito de Ciência Política na UC Berkeley e Pesquisador Acadêmico Adjunto Sênior na Columbia University. Ele é também ex-presidente da American Political Science Association (1987-1988) e membro da American Academy of Arts and Sciences. Waltz recebeu seu doutorado na Columbia University em 1957.

## As Três Imagens
A primeira contribuição de Waltz para a Ciência Política foi seu livro Man, the State, and War, de 1959, que classificou as teorias de Relações Internacionais em três categorias, ou imagens. A primeira imagem explicava a política internacional sendo guiada primariamente pelas ações de indivíduos, ou resultados de forças psicológicas. A segunda imagem explicava a política internacional sendo guiada pelos regimes estatais domésticos, enquanto a terceira imagem focava-se no papel de fatores sistêmicos, ou o efeito da anarquia internacional sobre o comportamento dos Estados. 'Anarquia' neste contexto não significava uma condição de caos ou desordem, mas uma situação em que não há um corpo soberano que governe os Estados-Nação. Essas imagens ficaram conhecidas também como "níveis de análise".

## Neorrealismo
A principal contribuição de Waltz para a Ciência Política está na criação do neorrealismo (ou realismo estrutural, como ele chama), uma teoria da Política Internacional que considera que as ações dos Estados podem regularmente ser explicadas pelas pressões exercidas sobre eles pela competição no sistema internacional, que limita e constrange suas escolhas. O neorrealismo, portanto, busca explicar padrões recorrentes de comportamento estatal.
Waltz argumenta que o mundo existe em um estado perpétuo de anarquia internacional. Waltz distingue entre a anarquia do ambiente internacional e a ordem do doméstico. Na realidade doméstica, todos os atores podem apelar e ser compelidos por, uma autoridade central - 'o Estado' ou 'o governo' - mas na realidade internacional, não existe tal fonte de ordem. A anarquia da política internacional - sua falta de um incentivador central - significa que os Estados devem agir de forma a garantir sua segurança acima de tudo, ou então arriscar ficarem para trás. Este é um fato fundamental da vida política enfrentado por democracias e ditaduras igualmente: exceto em raros casos, eles não podem contar com a boa vontade dos outros pra ajudá-los, portanto devem estar sempre prontos pra defenderem-se.
Como a maioria dos neorrealistas, Waltz aceita que a globalização está colocando novos desafios para os Estados, mas não acredita que os Estados estejam sendo substituídos, porque nenhum ator não-estatal pode igualar as capacidades do Estado. Waltz sugeriu que a Globalização é uma moda passageira dos anos 1990.
O neorrealismo foi a resposta de Waltz para o que ele via como as deficiências do realismo clássico. Embora os termos sejam por vezes utilizados indistintamente, o neorrealismo e o  realismo possuem características distintas. A principal diferença entre os dois está no papel atribuído pelo realismo clássico à natureza humana, ou ao ímpeto de dominar, no centro de sua explicação para a guerra, enquanto o neorrealismo não faz destaque para a natureza humana e argumenta em lugar disso que as pressões da anarquia definem resultados independentemente da natureza humana ou dos regimes políticos domésticos.
A teoria de Waltz, conforme ele esclarece  em Theory of International Politics, não é uma teoria de política externa e não procura prever ou explicar ações específicas dos Estados, como o colapso da União Soviética. Sua teoria explica apenas princípios gerais de comportamento que governam as relações entre Estados, incluindo a Equilíbrio de Poder, corridas armamentistas, e praticar restrições em proporção ao poder relativo. Em Theory of International Politics (1979:6) Waltz sugere que uma explicação, mais do que uma predição, é o que se espera de uma boa teoria de ciências sociais, pois os cientistas sociais  não podem fazer  experimentos controlados, que conferem  capacidade de predição  às ciências naturais.

## Críticas
Desde sua aparição, em 1979, até o fim da Guerra Fria, o neorrealismo foi a teoria dominante de Relações Internacionais. Porém, sua incapacidade de explicar a súbita e pacífica queda da União Soviética coloca em questão o argumento de Waltz de que sistemas bipolares devem ser mais estáveis do que os multipolares. Waltz argumentou que a estabilidade foi mal compreendida como sendo 'duração', em vez de 'paz', e que, de fato, o sistema bipolar era mais estável neste último aspecto.
Outra crítica de peso ao neorrealismo (e ao realismo clássico também) é sua inabilidade de lidar com a paz duradoura  entre as grandes potências, desde a Segunda Guerra Mundial, e a crescente cooperação entre os Estados. Explicações alternativas, centradas no papel das instituições (como o Liberalismo, neoliberalismo, institucionalismo) e regimes políticos domésticos, tornaram-se muito mais influentes, embora as teorias realistas continuem a ter grande influência em trabalhos e teorias atuais.
Outros críticos argumentam que os Estados não entram em equilíbrio de poder como prevêem os neorrealistas; em vez disso, preferem regularmente seguir o fluxo (bandwagon), ou colocar-se ao lado dos mais poderosos, no caso de uma crise internacional. Waltz responde que sua teoria explica o comportamento dos Estados com poderes médio e grande; os Estados pequenos e vulneráveis  com freqüência seguem efetivamente  o fluxo, em lugar de tentar o equilíbrio, mas, em última análise, segundo Waltz, suas ações não afetam significativamente o curso das Relações Internacionais.
Outros ainda acusam Waltz de "acolchoar" sua teoria, impedindo qualquer refutação ou falseamento, atitude considerada prejudicial ao progresso científico.